# Sequencia serrata
Sequencia serrata là một loài thực vật có hoa trong họ Bromeliaceae. Loài này được L.B.Sm. mô tả khoa học đầu tiên năm 1942. Chúng là đại diện duy nhất trong chi đơn loài Sequencia.